# Ikio Sawamura
Ikio Sawamura (沢村いき雄?, Sawamura Ikio; Tochigi, 4 settembre 1905 – 20 settembre 1975) è stato un attore giapponese.

## Biografia
Nativo di Tochigi, apparve in oltre centoquaranta pellicole tra gli anni quaranta e settanta. Oltre alla partecipazione in numerosi film epici, di cui molti a fianco di Toshirō Mifune, prese parte anche a pellicole di fantascienza. Fu noto per i sodalizi artistici con i registi Akira Kurosawa e Ishirō Honda. 
Tra le sue interpretazioni più celebri figurano quelle ne Il trono di sangue (1957), La fortezza nascosta (1958) e La sfida del samurai (1961).

## Filmografia parziale
- Miyamoto Musashi kanketsuhen: kettō Ganryūjima (宮本武蔵完結編 決闘巌流島?, Miyamoto Musashi kanketsuhen: kettō ganryūjima), regia di Hiroshi Inagaki (1956)
- Il trono di sangue (蜘蛛巣城?, Kumonosu-jō), regia di Akira Kurosawa (1957)
- L'uomo del risciò (無法松の一生?, Muhōmatsu no isshō), regia di Hiroshi Inagaki (1958)
- La fortezza nascosta (隠し砦の三悪人?, Kakushi-toride no san-akunin), regia di Akira Kurosawa (1958)
- L'avamposto dei disperati (独立愚連隊?, Dokuritsu gurentai), regia di Kihachi Okamoto (1959)
- Inferno nella stratosfera (宇宙大戦争?, Uchū daisensō), regia di Ishirō Honda (1959)
- La sfida del samurai (用心棒?, Yōjinbō), regia di Akira Kurosawa (1961)
- Anatomia di un rapimento (天国と地獄?, Tengoku to jigoku), regia di Akira Kurosawa (1963)
- Samurai (侍?, Samurai), regia di Kihachi Okamoto (1965)
- Barbarossa (赤ひげ?, Akahige), regia di Akira Kurosawa (1965)
- Frankenstein alla conquista della Terra (フランケンシュタイン対地底怪獣バラゴン?, Furankenshutain tai chitei kaijû), regia di Ishirō Honda (1965)
- Le avventure di Takla Makan (奇巌城の冒険?, Kiganjō no bōken), regia di Senkichi Taniguchi (1965)
- Il ritorno di Godzilla (ゴジラ・エビラ・モスラ 南海の大決闘?, Gojira Ebira Mosura nankai no daikettō), regia di Jun Fukuda (1966)
- King Kong - Il gigante della foresta (キングコングの逆襲?, Kingu Kongu no gyakushū), regia di Ishirō Honda (1967)
- Gli eredi di King Kong (怪獣総進撃?, Kaijū sōshingeki), regia di Ishirō Honda (1968)
- Gojira Minira Gabara - All kaijū dai shingeki (ゴジラ・ミニラ・ガバラ オール怪獣大進撃?, Gojira Minira Gabara Ōru kaijū dai shingeki), regia di Ishirō Honda (1969)
- Marco, regia di Seymour Robbie (1973)